# Chương trình Quản lý Thực thi Pháp luật Khu vực Châu Á
Chương trình Quản lý Thực thi Luật pháp Khu vực Châu Á hay còn gọi là ARLEMP (tiếng Anh: Asia Regional Law Enforcement Management Program) là một chương trình cộng tác lâu dài giữa Bộ Công an Việt Nam thông qua Tổng cục Cảnh sát, Cảnh sát Liên bang Australia (AFP) và Trường Đại học Quốc tế RMIT.
Đến năm 2016, đã có 40 khóa học đã được tổ chức trong đó có 09 khóa đào tạo bằng tiếng Việt được tổ chức riêng cho cán bộ Cảnh sát Việt Nam và 31 khóa học sử dụng tiếng Anh dành cho cán bộ Công an Việt Nam và các cán bộ thực thi pháp luật của các nước trong khu vực Châu Á – Thái Bình Dương. Kể từ khóa đầu tiên, có hơn 750 sỹ quan cảnh sát đã tốt nghiệp chương trình.

## Quốc gia thành viên
Australia, Bangladesh, Bhutan, Campuchia, Hồng Kông, Ấn Độ, Indonesia, Nhật Bản, Hàn Quốc, Lào, Malaysia, Maldives, Myanmar, Nepal, Philippines, Singapore, Sri Lanka, Đài Loan, Thái Lan, Hà Lan, Các Tiểu vương quốc Ả Rập Thống nhất và Việt Nam.

## Nội dung đào tạo
- Phòng chống Tội phạm Ma túy[2][5]
- Đưa người Di cư Trái phép[2]
- Buôn bán người và Các loại tội phạm liên quan[2][5]
- Nữ Cảnh sát trong Vai trò Lãnh đạo. [2]
- Nghiên cứu phổ biến pháp luật[5]
- Điều tra tội phạm xuyên quốc gia[5]
- Buôn bán vũ khí bất hợp pháp[5]
- Tội phạm hình sự công nghệ cao[5]
- Tội phạm rửa tiền[5]
- Các kỹ năng quản lý, lãnh đạo, thuyết trình[5]

## Mạng lưới cựu học viên
Tất cả các học viên đã tốt nghiệp các lớp ARLEMP đều có thể truy cập vào trang web cựu học viên ARLEMP. Trang này được thiết kế để các học viên có thể giữ liên lạc với nhau cả trong công việc lẫn cuộc sống hàng ngày. Các thành viên trên mạng không những có thể liên lạc với các học viên cùng lớp của mình mà còn với các học viên của các khóa ARLEMP trước và trong tương lai.

## Bình luận
Ngài Allaster Cox, Đại sứ Đặc mệnh toàn quyền Liên bang Australia tại Việt Nam "Đã đến lúc chúng ta không thể chiến đấu một cách đơn độc trên mặt trận chống tội phạm xuyên quốc gia. Chỉ có thể bằng việc thiết lập và duy trì các mối quan hệ bền vững, xây dựng hợp tác và thông tin liên lạc ở cấp độ cao, thì chúng ta mới có thể thực sự chiến thắng trên mặt trận đấu tranh phòng chống các loại tội phạm"
Thiếu tướng – Cục trưởng Frans Heeres của Cảnh sát Quốc gia Hà Lan cho biết: "Đấu tranh chống tội phạm lạm dụng tình dục trẻ em là một trong những nhiệm vụ được ưu tiên trong chương trình nghị sự thực thi luật pháp toàn cầu. Hợp tác chặt chẽ với các nước Đông Nam Á trong việc giải quyết vấn đề xuyên biến giới này là hết sức cần thiết. ARLEMP là một chương trình tuyệt vời để thực hiện những gì chúng ta đang nói". 
Thiếu tướng Nguyễn Phong Hòa, Phó tổng cục trưởng Tổng cục Cảnh sát nhấn mạnh: "Ở bất kỳ đâu trên thế giới, lạm dụng tình dục trẻ em là loại tội phạm gây nhiều tổn thương về thể chất và tâm lý với cộng đồng, đặc biệt với đối tượng là trẻ em – những người chủ của tương lai. Bên cạnh việc triển khai các chủ trương, chức năng trong phòng, chống lạm dụng tình dục trẻ em, chúng ta, với tư cách là những người thực thi pháp luật khắp toàn cầu, cần phải chung tay sát cánh với cộng đồng dể quyết tâm loại trừ loại tội phạm này. Nỗ lực cá nhân sẽ không thể đem lại thành công, mà cần phải xây dựng mối quan hệ hợp tác giữa các đối tác thực thi pháp luật trên nền tảng tin tưởng, tôn trọng lẫn nhau, phối hợp hiệu quả cùng nhau đối mặt với những thách thức của loại tội phạm này. Tôi tin tưởng rằng các học viên ARLEMP 40 sẽ tự tạo cho mình một diễn đàn có ích để trao đổi, thảo luận những kỹ năng, kinh nghiệm về vấn đề cùng quan tâm, phục vụ công tác chuyên môn cũng như giao lưu, thiết lập các mối quan hệ đồng nghiệp mới từ nhiều quốc gia khác nhau"